# Schwetschkeopsis formosana
Schwetschkeopsis formosana är en bladmossart som beskrevs av Noguchi 1951. Schwetschkeopsis formosana ingår i släktet Schwetschkeopsis och familjen Fabroniaceae. Inga underarter finns listade i Catalogue of Life.